# Вест-Энд (Эдинбург)

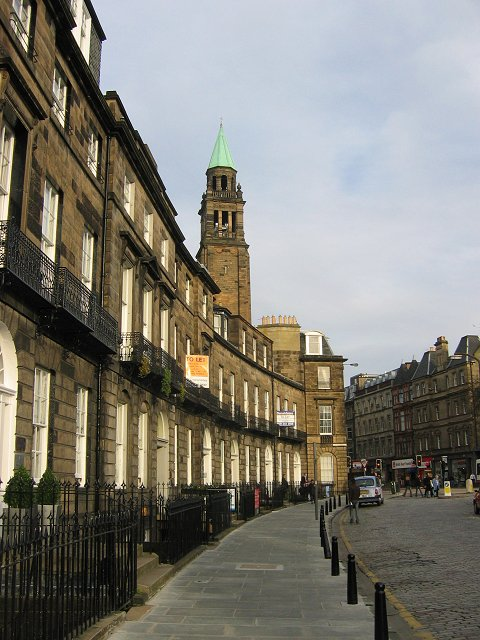
Coates Crescent в Вест-Энде

Вест-Энд (англ. West End) — один из центральных районов Эдинбурга (Шотландия), частично включённый в список Всемирного наследия ЮНЕСКО вместе со Старым и Новым городом. Вест-Энд находится к западу от одной из главных улиц города Принсес-стрит. От Нового города квартал отделяет Queensferry Street, от Старого — Lothian Road.

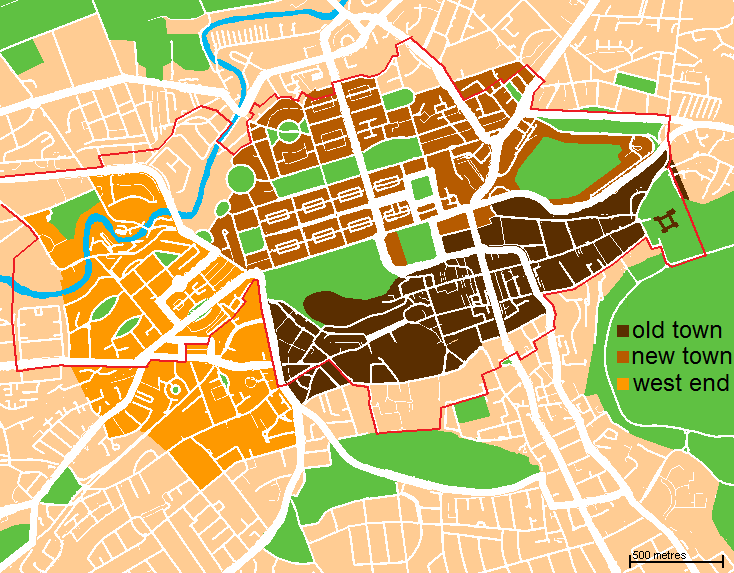
Вест-Энд обозначен жёлтым цветом

В то время, как Старый город является историческим, а Новый — экономическим центрами Эдинбурга, Вест-Энд можно назвать культурным центром. В квартале расположены модные бары, ночные клубы, (кино-)театры, бутики молодых дизайнеров, художественные галереи (в том числе Шотландская национальная галерея современного искусства), где проходят выставки и фестивали.
Северная часть Вест-Энда была внесена в список Всемирного наследия благодаря цельности и исторической значимости архитектурного ансамбля — большинство зданий выполнены рядовой застройкой в викторианском стиле. В отличие от чётких графических линий Нового города, при планировке Вест-Энда архитекторы обратились к более плавным линиям: некоторых площади выполнены в виде полумесяца (en).